# Париж (улица в София)
„Париж“ е улица в район „Оборище“, София. Наречена е на град Париж – столицата на Франция.

## Протежение
Простира се от ул. „Искър“ на север до бул. „Цар Освободител“ на юг. След булеварда нейното продължение е ул. „6-и септември“.

## Обекти
Районът около кръстовището с ул. „Врабча“ е център на търговията с изобразително изкуство в София заради големия брой частни галерии.

На улицата или наблизо са разположени следните обекти (от север на юг):
- 1 СОУ П. „Славейков“
- Национална опера и балет
- 62 ОДЗ
- Столична община
- църковна базилика „Св. София“
- Паметник на Незнайния воин
- Свети Синод на Българската православна църква
- Посолство на Италия